# 2167 Erin
A 2167 Erin (ideiglenes jelöléssel 1971 LA) a Naprendszer kisbolygóövében található aszteroida. Perthi Obszervatórium fedezte fel 1971. június 1-én.